# 鄭真率
鄭眞率（：／ Jeong Jin Sol，1997年6月13日—），藝名眞率（韓語：진솔），韓國女歌手，出生於韩国首尔特别市東大門區長安洞 ，曾是DSP的練習生、Blockberry Creative旗下女子团体本月少女的成员之一，也是本月少女固定子团体本月少女 Odd Eye Circle的一员。2017年6月26日以单曲《JinSoul》先行个人出道，为本月少女成员中第七个被公开身份的成员。2018年8月19日随本月少女以《+ +》团体出道。2023年1月13日，韓國首爾地方法院宣判與公司的解約訴訟勝訴。現為Modhaus旗下團體ARTMS成員。

## 演艺经历
真率第一次以本月少女预备成员的身份为人所知，是在2017年4月17日未来的组合成员ViVi以个人身份出道的solo曲目之一《Everyday I Need You》参与了一段饶舌。6月13日，Blockberry Creative在其官方主页和社交媒体上公开了真率的个人出道单曲的预告照，并表示该单曲将在同月发售。26日，真率以个人名义出道的单曲《JinSoul》的音源与MV发布，其中主题曲《Singing in the Rain》是一首未来贝斯风格的电子舞曲。收录曲《Love Letter》则是一首谣曲，与前一位公开的成员Kim Lip合作完成。
8月30日，Blockberry Creative公布了新小分队本月少女 Odd Eye Circle的预告片，真率与Kim Lip和Choerry成为该分队的成员。该分队的专辑《Mix & Match》音源与主题曲《Girl Front》MV在9月21日公开，并在Mnet的M Countdown表演了《Girl Front》作为出道舞台。该专辑也成为了本月少女及其先行个人或团队专辑中第一个进入美國Billboard世界專輯排行榜第十位的專輯。10月31日，Odd Eye Circle《Mix & Match》的改版专辑《Max & Match》和主题曲〈Sweet Crazy Love〉的MV公开。
2018年8月19日，在12名成员全部被公开后，真率作为本月少女成员在首尔漢南洞举行了出道舞台，并正式以本月少女的成员身份出道。
2020年3月12日，真率与本月少女在M Countdown得到了其出道后的首个音乐放送节目一位。4月15日，真率演唱的KBS电视剧《快過來》OST音源公开，这也是她第一次受邀演唱电视剧原声带。
2023年3月17日，與經紀公司Modhaus簽訂專屬合約。

## 音乐作品

### 单曲专辑
| 专辑标题    | 專輯資料                                                                               | 榜单 最高位置 | 曲目                                       |
| 专辑标题    | 專輯資料                                                                               | Gaon          | 曲目                                       |
| ----------- | -------------------------------------------------------------------------------------- | ------------- | ------------------------------------------ |
| 《JinSoul》 | - 發行日期：2017年6月26日 - 格式: CD、數位音樂下載、流媒体 - 語言：韓語 - 銷量：13,631 | 18            | 曲目 1. Singing In the Rain 2. Love Letter |

### 影視原聲帶
| 年份   | 發行日期 | 歌曲名稱                            | 專輯                  | 備註   |
| ------ | -------- | ----------------------------------- | --------------------- | ------ |
| 2020年 | 4月15日  | 時間轉了一圈（시간은 한 바퀴 돌아） | 《快過來 OST Part.8》 | [ 14 ] |
| 2022年 | 1月21日  | Masquerade                          | 《Tracer OST Part.8》 | 與姬振 |